# 朵甘行都指挥使司
朵甘行都指挥使司，简称朵甘行都司，是明朝在青藏高原东部羁縻性质的军事管辖区名，下辖1卫2法王封地3宣慰使司5招讨司4万户府16千户所。其管辖范围大致相当于今西藏自治区昌都市、青海省玉树藏族自治州东部和四川省甘孜藏族自治州。

## 沿革
洪武五年（1372年）朵甘思内附大明，六年末（1373年）设置朵甘卫指挥使司，属西安行都司；七年（1374年）被改置为朵甘行都指挥使司。1510年，蒙古达延汗统兵讨伐右翼封建主反叛，遂有漠南蒙古亦不剌、卜儿孩等部势力陆续逃入青海，后遭明军及右翼济农打击追歼，这些蒙古势力或降或散或敛众自保。1559年以后，鞑靼右翼土默特等部蒙古势力，先后三次大规模进入并长期占据了青海。1565年藏巴汗政权兴起，与明朝联系断绝。

## 辖区

### 卫
- 陇答卫

洪武六年（1373年）設置陇答卫。

### 法王封地
- 赞善王封地

永乐五年（1405年）設立赞善王，其领有封地，驻灵藏。
- 护教王封地

永乐五年（1405年）設立护教王，其领有封地，驻馆觉。

### 宣慰使司
- 朵甘思宣慰使司

洪武七年末（1375年）設置朵甘思宣慰使司。
- 董卜韩胡宣慰使司

永乐十五年（1415年）設置董卜韩胡宣慰使司。
- 长河西鱼通宁远宣慰使司

洪武十六年（1383年）設置长河西鱼通宁远宣慰使司。

### 招讨司
- 朵甘思招讨司

洪武七年末（1375年）設置朵甘思招讨司。
- 朵甘陇答招讨司

洪武七年末（1375年）設置朵甘陇答招讨司。
- 朵甘仓溏招讨司

洪武七年末（1375年）設置朵甘仓溏招讨司。
- 朵甘丹招讨司

洪武七年末（1375年）設置朵甘丹招讨司。
- 磨儿勘招讨司

洪武七年末（1375年）設置磨儿勘招讨司。

### 万户府
- 沙儿可万户府

洪武七年末（1375年）設置沙儿可万户府，辖地在今四川甘孜藏族自治州新龙县境。
- 乃竹万户府

洪武七年末（1375年）設置乃竹万户府，辖地在今四川甘孜藏族自治州贡觉县东南一带。
- 罗思端万户府

洪武七年末（1375年）設置罗思端万户府。
- 答思麻万户府

洪武七年末（1375年）設置答思麻万户府。

### 千户所
朵儿干思千户所、剌宗千户所、孛里加千户所、长河西千户所、多八三孙千户所、加八千户所、兆日千户所、纳竹千户所、伦答千户所、果由千户所、沙里可哈忽的千户所、撒里土儿千户所、参卜郎千户所、剌错牙千户所、泄里坝千户所、润则鲁孙千户所

### 资料
- 行政区划网－中国历史政区－明朝 （页面存档备份，存于）